# Рисконе (Болцано)
Рисконе је насеље у Италији у округу Болцано, региону Трентино-Јужни Тирол.
Према процени из 2011. у насељу је живело 1602 становника. Насеље се налази на надморској висини од 958 м.